# 伊斯兰堡首都区
伊斯兰堡首都区是巴基斯坦的一个省级行政区，包含首都伊斯兰堡市及周边地区。首都区面积1,165.5 km² (450 mi²) ，其中伊斯兰堡市区面积906 km² (349.8 mi²) 。2012年調查首都区总人口115萬1868人 ，其中66%位于伊斯兰堡市区。

## 建制沿革
1960年，由西北边境省与旁遮普省的部分地区析置为伊斯兰堡首都区。
伊斯兰堡首都区辖有20个联合委员会。
33°41′N 73°05′E / 33.683°N 73.083°E